# Hisaki
Hisaki (jap. ひさき), Projektname SPRINT-A (Spectroscopic Planet Observatory for Recognition of Interaction of Atmosphere), ist ein Weltraumteleskop der japanischen JAXA.
Der Satellit wurde benannt nach Hi-saki (火崎, wörtlich „Feuerkap“) einem Kap der Tsushiro-Halbinsel in der Nähe des Startplatzes, das von den Fischern genutzt wird um für eine sichere Schiffsreise zu beten, und dessen Keilform an das Aussehen des Satelliten erinnert. Zudem bezieht sich der Name darauf, dass die Zielobjekte jeweils vor bzw. jenseits (jap. saki) der Sonne (jap. hi) liegen.
Er wurde am 14. September 2013 um 05:00 UTC mit einer Epsilon-Trägerrakete vom Raketenstartplatz Uchinoura Space Center in eine elliptische Umlaufbahn gebracht.
Der dreiachsenstabilisierte Satellit ist mit zwei Teleskopen mit Sensoren für den Extremen-Ultraviolett-Bereich ausgerüstet und soll die Atmosphären und die Umgebung von Planeten wie Venus, Mars und Jupiter untersuchen. Dabei soll die Interaktion des Sonnenwindes mit den äußeren Schichten der Atmosphären beobachtet werden und aus den Daten Rückschlüsse über die weiträumige Ausdehnung des Magnetfeldes des Jupiter gewonnen werden. Zum Vergleich soll auch die Umgebung der Planeten Mars und Venus untersucht werden, denen ein Magnetfeld weitgehend fehlt. Er wurde auf Basis der Sprint-Serie der Jaxa gebaut und besitzt eine geplante Lebensdauer von einem Jahr.